# Bisa Williams

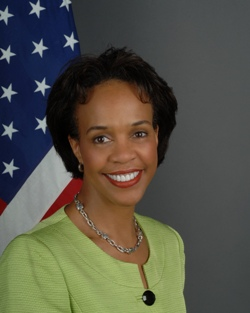
Bisa Williams

Bisa Williams (* 1954 in Trenton) ist eine US-amerikanische Diplomatin.

## Leben
Bisa Williams ist die Tochter einer College-Professorin und eines Chirurgen. Ihre Schwestern Ntozake Shange und Ifa Bayeza sind Schriftstellerinnen. Williams studierte an der Yale University, an der sie 1976 einen Abschluss als Bachelor of Arts machte. Sie besuchte danach die University of California, Los Angeles und das National War College der National Defense University. An beiden Universitäten erwarb sie jeweils einen Master-Abschluss.
Williams trat 1984 in den Dienst des Außenministeriums der Vereinigten Staaten, für das sie bis 1986 in Conakry und von 1986 bis 1988 in Panama-Stadt tätig war. Danach arbeitete sie ein Jahr lang in der Zentrale des Außenministeriums in Washington, D.C., wo sie für Kap Verde, Liberia und Sierra Leone zuständig war, bis sie nach der US-Invasion in Panama für zwei Jahre erneut in Panama eingesetzt wurde. 
Zu Williams’ weiteren Aufgabenbereichen zählte die Unterstützung der Gemeinschaft Unabhängiger Staaten. Sie arbeitete 1993 als Verantwortliche für Politik und Wirtschaft an der Ständigen Vertretung der Vereinigten Staaten bei den Vereinten Nationen und von 1997 bis 1998 als Assistentin von Außenministerin Madeleine Albright. Anschließend wirkte sie als Erste Sekretärin für afrikanische Angelegenheiten an der Botschaft der Vereinigten Staaten in Paris.
Von 2001 bis 2004 war Bisa Williams stellvertretende Leiterin der US-Botschaft in Port Louis in Mauritius. Danach arbeitete sie von 2005 bis 2007 im Weißen Haus als Direktorin für internationale Organisationen beim National Security Council. Sie koordinierte später die Kuba-Aktivitäten des Außenministeriums, gefolgt von einer Tätigkeit als stellvertretende Assistant Secretary of State for Western Hemisphere Affairs. Sie besuchte im September 2009 für sechs Tage Kuba, wo sie mit Dissidenten zusammentraf.

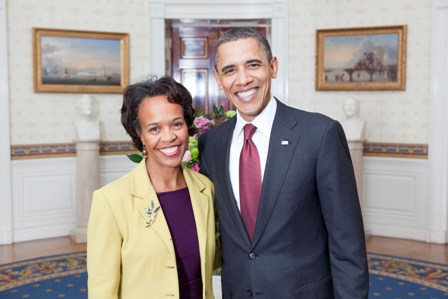
Bisa Williams mit Barack Obama in ihrer Zeit als Botschafterin

Bisa Williams wurde 2010 als Nachfolgerin von Bernadette Allen Botschafterin der Vereinigten Staaten in Niamey in Niger. Sie verließ ihren Posten 2013 und wurde von Eunice Reddick abgelöst. Williams wirkte zuletzt ab 2013 als die für Westafrika und afrikanische Wirtschaftspolitik zuständige Stellvertreterin der Assistant Secretary of State for African Affairs Linda Thomas-Greenfield. Sie ging 2016 in den Ruhestand.

## Ehrungen
- Komtur des Verdienstordens Nigers (2013)[5]